# Castellazo
Castellazo es una localidad española perteneciente al municipio de Aínsa-Sobrarbe, en el Sobrarbe, provincia de Huesca, Aragón. Antiguamente tuvo ayuntamiento propio.
Se sitúa entre los 884 y los 930 m de altitud y en 2005 tenía 15 habitantes. Ha pasado de 46 habitantes en 1980 a estar deshabitado en 1991. A 2010 cuenta con 21 habitantes (14 varones y 7 mujeres).
Su edificación más emblemática es la iglesia de San Salvador del siglo XII.